# Lancia Augusta
El Lancia Augusta és un automòbil de turisme fabricat per la marca italiana Lancia entre els anys 1933 i 1936.
L'Augusta va ser presentat al públic per primera vegada el 5 d'octubre de 1932 a la sala de l'automòbil de París amb el nom de Belna (únicament en França), però el llançament oficial es faria a l'abril de 1933 al saló de l'automòbil de Milà per al públic italià amb el nom d'Augusta.
El Lancia Augusta es va distingir per introduir noves característiques per a l'època com el motor V4 en angle estret, suspensió anterior amb rodes independents, molls helicoidals, frens hidràulics i sobretot portes d'accés a l'habitacle sense pilars. L'Augusta va representar un rècord de vendes històric per Lancia, arribant a fabricar 17.000 exemplars a Itàlia, i 3.000 unitats a França fins a 1936, data en què finalitza la producció d'aquest model.

## Galeria

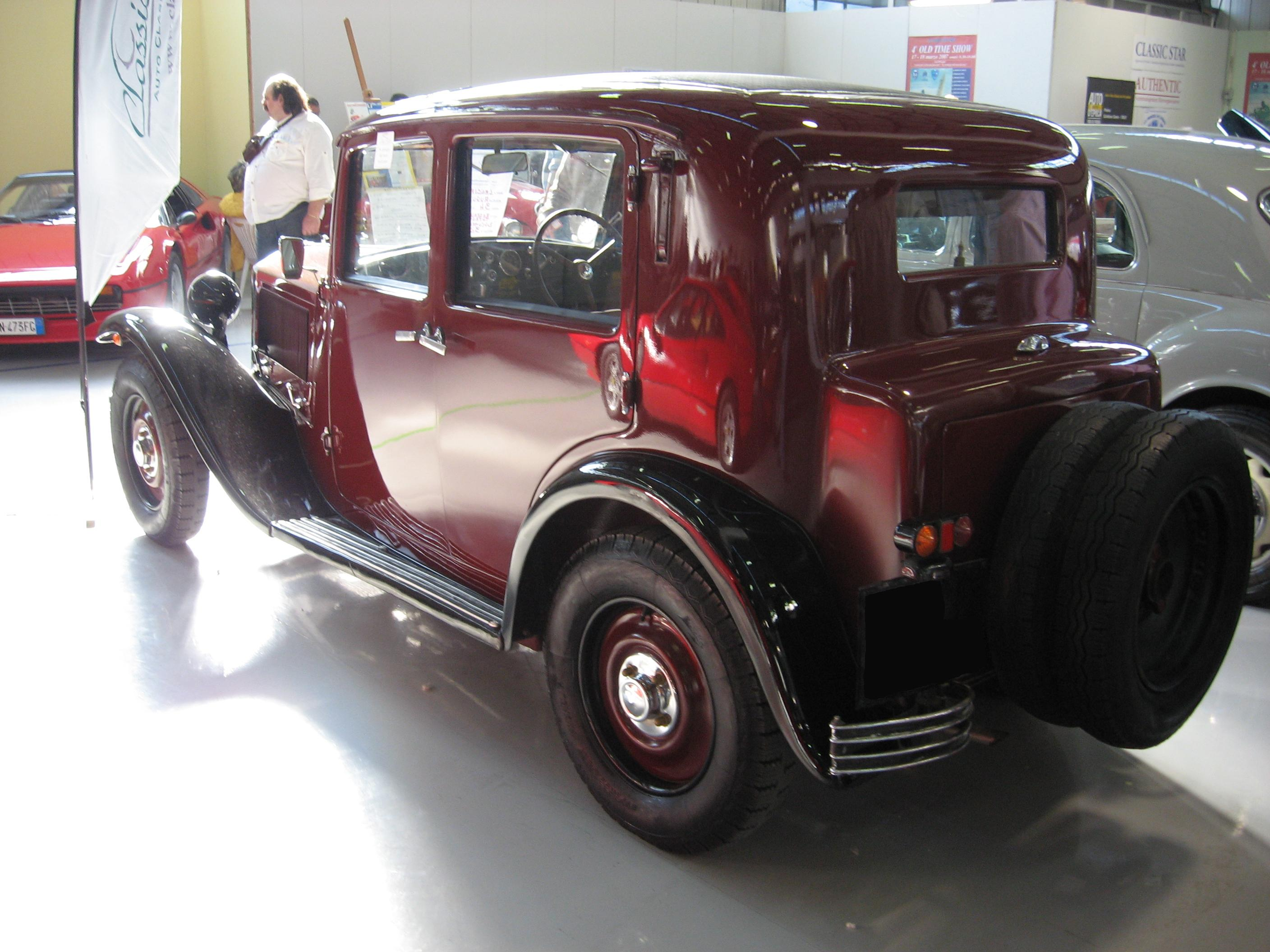
Vista posterior del Lancia Augusta Rear.
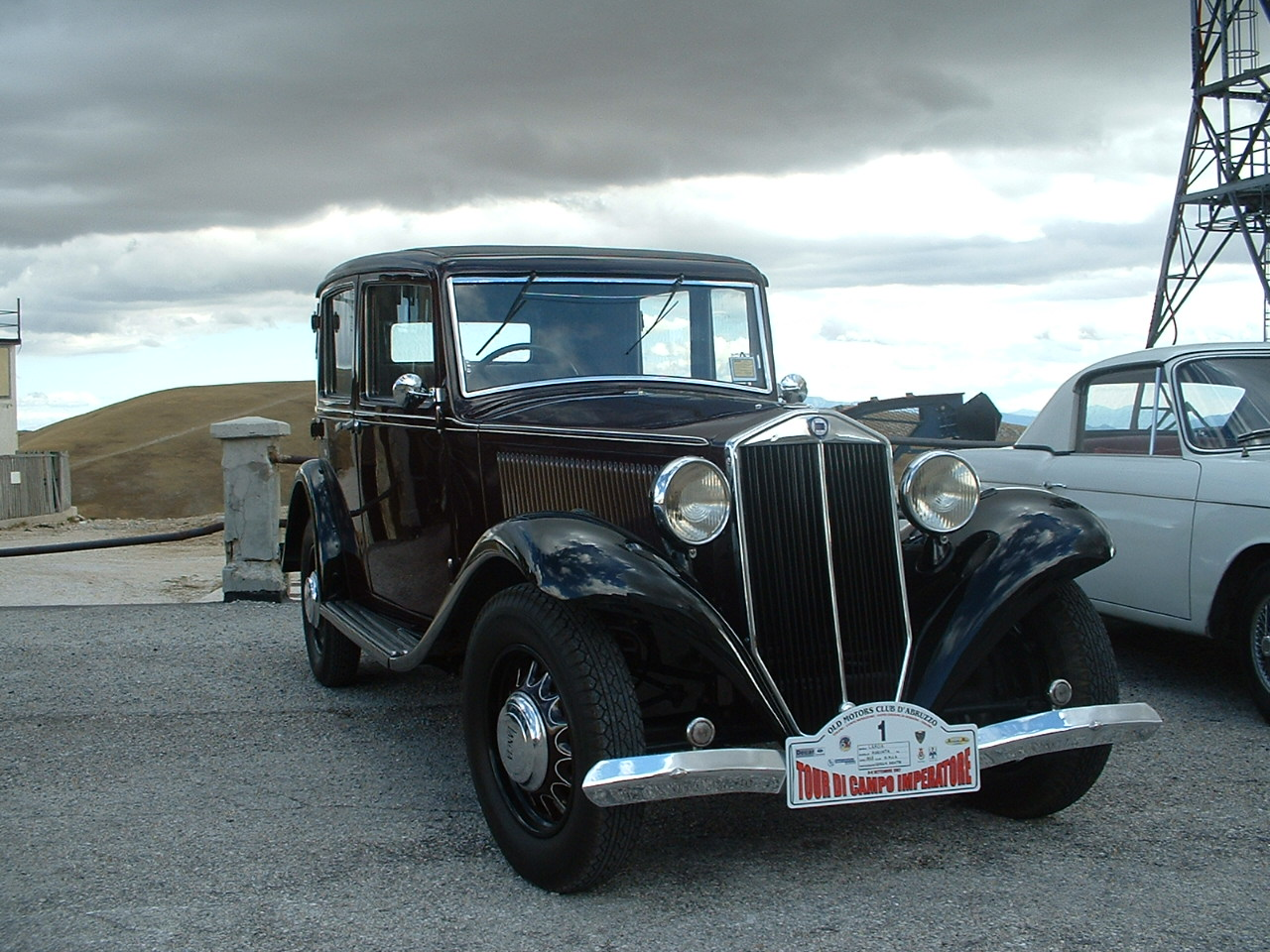
Lancia Augusta 1935.